# 加多斯塔
加多斯塔，又稱千禧塔，是塞爾維亞首都貝爾格勒的一座建築，位於澤蒙地區。這座建築在1896年8月20日正式開放，慶祝匈牙利人開始在潘諾尼亞平原定居1000週年。在第一次世界大戰期間，該建築遭到嚴重破壞，但之後得到翻新。